# 12777 Мануель
12777 Мануель (12777 Manuel) — астероїд головного поясу, відкритий 27 серпня 1994 року.
Тіссеранів параметр щодо Юпітера — 3,391.